# Veelvertakt pluimwier
Het veelvertakt pluimwier (Dasysiphonia japonica) is een roodwier uit de klasse Florideophyceae. De wetenschappelijke naam van de soort werd in 1920 gepubliceerd door K. Yendo.

## Kenmerken
Het veelvertakt pluimwier heeft een rozige tot dieprode kleur, wordt tot 30 cm hoog en heeft een discusvormige hechtschijf. Het thallus (plantvorm) is filamenteus, met meerdere hoofdassen per individu die uit polysifone segmenten bestaan (een centrale cel met daaromheen vier 'pericentrale' cellen) met daaraan zijtakken die monosifoon zijn (een cel per rij in doorsnede). De hoofdassen zijn tot 1 mm in doorsnede.

## Verspreiding en leefgebied
Het veelvertakt pluimwier komt oorspronkelijk uit de Stille Oceaan (Japan en Korea). Langs de Europese kusten heeft deze soort zich snel verspreid, vermoedelijk na oesterimport in Frankrijk in 1984. Deze soort, die in 1994 voor het eerst in Nederland werd waargenomen, komt zeer algemeen voor in het Grevelingenmeer. In de winter en gedurende het voorjaar dient deze soort als voedselbron voor de Groene wierslak. Verder komt deze soort ook voor in de Oosterschelde. In België werd deze soort voor de eerste keer aangetroffen in 2014 in Zeebrugge.